# فريا نورث
فريا نورث (بالإنجليزية: Freya North)‏ ولدت في (21 نوفمبر 1967، لندن في المملكة المتحدة)؛ كاتِبة وروائية بريطانية.